# طب النوم
طب النوم هو تخصص طبي يُعنى بتشخيص وعلاج اضطرابات النوم والأمراض العقلية. منذ منتصف القرن 20، أجابت العديد من الابحاث العلمية عن الكثير من الأسئلة حول عملية النوم والاستيقاظ. هذا التطور السريع في المجال جعله معتمد كأحد التخصصات الفرعية الطبية التي تتعامل مع التقنيات غير الجراحية في بعض البلدان. تم الاعتراف به كتخصص مستقل على الأقل بعد 12 شهراً من الدراسات العليا والبرامج التدريبية التي تجري في الولايات المتحدة. في بعض البلدان، قد يكون الباحثون في طب النوم هم أنفسهم الأطباء النفسيين الذين يعالجون المرضى.
افتتحت أول عيادة للتنويم في الولايات المتحدة الأمريكية عام 1970، بسبب فضول الأطباء والفنيين لمعرفة طبيعة النوم، كانت الدراسة تتضمن تشخيص وعلاج أنسداد التنفس خلال النوم وكانت هذه أولى الدراسات. وفي أواخر 1999 أصبح من الممكن لأي طبيب أمريكي بدون أي تدريب أو خبرة في طب النوم أن يفتتح مختبراً لتنويم.
يدرس طب النوم اضطرابات النوم والتي تشمل فرط النوم ونقص النوم، توقف النفس الانسدادي والمركزي والشخير، حركة الأطراف الدورية أثناء النوم، المشي والأكل والشرب أثناء النوم، نوبات الفزع والكوابيس، اضطرابات القلب والضغط الشرياني، قصور القلب غير المفسر، الصرع، الاضطرابات الهضمية.
قد يكون لاضطراب النوم وما يتعلق بها عواقب وخيمة بالنسبة للأفراد المتضررين وكذلك عواقب على الأقتصاد وغيرها بالنسبة للمجتمع.
اكتشف المجلس الوطني القومي لسلامة النقل -وقفاً للدكتور شالرز سيزلير عضو المؤسسة الطبية ورئيس قسم الطب في جامعة هارفرد وقسم طب النوم في مستشفى بريجهام - أن 31 % من أسباب حوادث القيادة المميتة لها علاقه بالعقاقير والمسكرات. كما أن الحرمان من النوم له علاقة وخيمة في هذه الحوادث مثل حادثة التسريب النفطي في إكسون فالديز وكذلك الحوادث النووية في تشيرنوبيل وجزيرة ثري مايل وانفجار المكوك الفضائي تشالنجر.

## طرق التشخيص
الرحلة في تاريخ الطب سوف تبقي في العقل بدائل التشخيص وأحتمالية وجود أكثر من مرض في المريض هي أول الخطوات. الاعراض لكل نوع مختلف من اضطرابات النوم قد تكون متشابهه ويجب تحديدعما أذا كانت المشكله النفسيه أولية أو ثانوية.
ويشمل تاريخ المريض المحاولات السابقه للعلاج والمواجهة والمراجعة الدقيقة للدواء.
تفاضل الاضطرابات المزمنه الأوليه من تلك الثانويه يؤثر على اتجاه خطط التقييم والعلاج. مقياس إبوورث مُصمم ليعطي اشاره أثناء النعاس مترافقه مع توقف التنفس أثناء النوم، أو استبانات أخرى مصممه لقياس النعاس المفرط أثناء النهار، هذه ادوات تشخيصيه يمكن أن تستخدم بشكل متكرر لقياس نتائج العلاج.
مذكرة النوم وتعرف أيضاً بمفكرة النوم، تعطى للمريض في المنزل لمدة لاتقل عن الأسبوعين، في حين أن الخصوصية قد تساعد تحديد المدى وطبيعة الاضطراب النومي ومستوى التيقظ في البيئة الطبيعية. المفكرة التي تبقى مع الشريك أو عند سرير الوالدين قد تكون مفيدة، كما ان سجلات النوم تستخدم الرصد الذاتي وفيما يتعلق بالسلوك وعلاجات أخرى. الصورة في أعلى الصفحة تظهر وقت الليل في المنتصف وفي عطلة نهاية الاسبوع في الوسط تظهر تخطيط قد يساعد في ملاحظة الاتجاهات
وحدة actigraph : هي جهاز للحركه الاشعاريه يوضع على المعصم من مدة تتراوح من أسبوع إلى اسبوعين، تعطي صوره أجماليه عن دورة النوم والأستيقاظ، وغالباً ماتستخدم لتحقق من صحة نتائج مذكرة النوم. هي فعاله من حيث التكلفة في حال أن الدراسة لا تتطلب دورة نوم كامله.
دراسة النوم، عاداة ماتكون في مختبر حيث ينام المريض، ويفضل أن يكون في موعد نومه أو نومها، دراسة النوم تقوم على تسجيل مراحل النوم والاحداث في الجهاز التنفسي كما تظهر التغيرات المتعدده في مختصر كهربائة الدماغ وEOG و ECG وتدقف الهواء عبر الأنف والفم والبطن
والصدر والساق وحركات مستوى الاكسجين في الدم.
جزء واحد من دراسة النوم يمكن أن يقاس أحياناً في المنزل مع الأجهزة المحموله، على سبيل المثال جهاز قياس التأكسج، والذي يسجل مستو الأكسجين في الدم أثناء الليل، دراسة النوم لاتستخدم بشكل روتيني أثناء تثيم مرضى الذين يعانون الأرق والاضطرابات الساعة البيولوجية ألا عند الحاجة لاستبعاد بعض الاضطرابات الأخرى، وعادة مايكون اختبار نهائي لتوقف التنفس أثناء النوم.
أختبار اختفاء النوم المتعدد، عادة مايحدث بعد يوم كامل من دراسة النوم وبوجود الاجزه المستخدمه في الدراسة في مكانها، حيث يعطي المريض قيلوله كل ثاني ساعة، يقيس الاختبار عدد الدقائق المستغرقه منذ البداية القيوله في النهار حتى علامات النوم، هو مقياس لعناس خلال النهار، كما أه يظهر ماذا تم تحقيق النوم REM في قيلولة قصيرة، وهو مؤشر نموذجي لنوم. يمكن أجراء دراسات التصوير إذا كان يتم تقيم المريض لمرض الاعصاب أو لتحديد انسداد أو توقف التنفس.
اثناء النوم.
تنتشر مشاكل النوم واضطراباته على نحو واسع ويمكن أن تُفضي إلى عواقب وخيمة على حياة الأفراد إلى جانب نتائجها الاقتصادية وتأثيرها بطرق أخرى على المجتمع. وجد المجلس الوطني لسلامة النقل في الولايات المتحدة، وفقًا للدكتور تشارلز سايزلر، عضو معهد الطب ومدير قسم طب النوم في كلية الطب في هارفارد في مستشفى بريغام آند ويمنز، أن السبب الرئيسي (31٪) لحوادث الشاحنات الثقيلة المميتة للسائق مرتبط بالتعب، (مع أنه نادرًا ما ينتج بشكل مباشر عن اضطرابات النوم، كانقطاع النفس النومي)، وجاء تناول الكحول والمخدرات في المرتبة الثانية (29٪). كان الحرمان من النوم عاملًا مهمًا في حوادث تاريخية، مثل حادثة تسرب إيكسون فالديز النفطي، والحوادث النووية في تشرنوبل، وحادث جزيرة الثلاثة أميال، وانفجار مكوك الفضاء تشالنجر.

## النطاق والتصنيف
تتطلب الكفاءة في ممارسة طب النوم فهمًا للاضطرابات المتنوعة للغاية، إذ يمكن أن يتظاهر الكثير منها بأعراض متشابهة كالنعاس الشديد خلال النهار، ويحدث هذا العرض، في غياب الحرمان القصدي من النوم، «بسبب اضطراب في النوم يمكن تحديده وعلاجه في كل الحالات تقريبًا» مثل انقطاع النفس النومي، والنوم القهري، وفرط النوم مجهول السبب، ومتلازمة كلاين ليفين، وفرط النوم المرتبط بالحيض، والذهول المتكرر مجهول السبب، واضطرابات النظم اليوماوي. من الشكاوى الأخرى الشائعة الأرق، وهو مجموعة من الأعراض أسبابها المحتملة كثيرة، جسدية ونفسية. يختلف التدبير بين الحالات المتنوعة اختلافًا كبيرًا ولا يكون ناجعًا بغياب التشخيص الصحيح.
أعيدت هيكلة التصنيف الدولي لاضطرابات النوم (ICSD) في عام 1990، ليقدّم مقارنةً بسابقه، كودًا واحدًا فقط لكل إدخال تشخيصي، وليصنف الاضطرابات وفقًا للآلية الفيزيولوجية المرضية، عوضًا عن استخدام الشكوى الأولية كمعيار للتصنيف. التدريب في طب النوم متعدد التخصصات، وجرى انتقاء البنية الحالية لتشجيع اتباع المقاربة متعددة التخصصات في التشخيص. لا تتبع اضطرابات النوم عادة التصنيف التقليدي بدقة؛ أي التشخيصات التفريقية عبر الأنظمة الطبية. جرت مراجعات وتحديثات طفيفة على التصنيف الدولي لاضطرابات النوم في عام 1997 وفي سنوات لاحقة. يتبع نظام التصنيف الحالي المجموعات التي اقترحها ناثانيل كليتمان، «أبو أبحاث النوم» في كتابه الفريد عام 1939 النوم واليقظة.
وضعت النسخة المنقحة من التصنيف الدولي لاضطرابات النوم (ICSD-R) اضطرابات النوم الرئيسية في المجموعات الفرعية التالية: (1)عسر النوم، يضم شكاوى الأرق أو النوم المفرط، و (2) خطل النوم، يشمل الاضطرابات التي تقاطع النوم وتحدث خلاله. توجد فئة فرعية من عسر النوم خاصة باضطرابات النظم اليوماوي، وفقًا لما حدده نحو 200 طبيب وباحث من جميع أنحاء العالم ممن شاركوا في التصنيف بين عامي 1985-1990. المجموعتان الفرعيتان الأخيرتان (3)قسم اضطرابات النوم الطبية أو النفسية و (4) قسم الاضطرابات الجديدة المقترحة. أدرك المؤلفون أن تسمية «طبي أو نفسي» ليست مثالية، لكنها أفضل من الخيار البديل «عضوي أو غير عضوي»، والذي بدا أكثر عرضة للتغيير في المستقبل. تهدف أنظمة الإبلاغ المفصّلة إلى توفير البيانات لإجراء المزيد من الأبحاث. نُشرت طبعة ثانية من التصنيف (ICSD-2) في عام 2005.

## التاريخ
كتب طبيب من القرن السادس عشر أن الكثير من العمال كانوا يغرقون في النوم منهكين في بداية كل ليلة. لذا، فقد جامعوا زوجاتهم في فترة النهار، بعد فترة نوم أولى حققت بعض الراحة. وجد علماء الأنثروبولوجيا أن البشر في المجتمعات المعزولة التي لا تعرف الأنوار الكهربائية، ينامون وفق مجموعة متنوعة من الأنماط؛ نادرًا ما تشبه عادتنا الحديثة المتمثلة بالنوم في فترة واحدة مدتها ثماني ساعات. كتب الكثيرون عن تفسير الأحلام، من العصور التوراتية إلى فرويد، لكن النوم بذاته عُدّ عبر التاريخ حالة سلبية من عدم اليقظة.
بزغ مفهوم طب النوم في النصف الثاني من القرن العشرين. نتيجة التنامي السريع للمعرفة المتعلقة بالنوم، بما في ذلك تطور المجال البحثي المُسمى علم الأحياء الزمني منذ نحو 1960 واكتشاف نوم الريم (1952-1953) وانقطاع النفس النومي (الذي وُصف أول مرة في الأدبيات الطبية عام 1965)، وعُرفت الأهمية الطبية للنوم. بدأ المجتمع الطبي يولي المزيد من الاهتمام لاضطرابات النوم الأولية، مثل انقطاع النفس النومي، واهتم بدور النوم وجودته في الحالات الصحية الأخرى. بحلول السبعينيات في الولايات المتحدة وخلال العقدين التاليين في الكثير من الدول الغربية أُنشئت عيادات ومختبرات متخصصة بدراسة النوم وعلاج اضطراباته. توجه اهتمام معظم أطباء النوم نحو انقطاع النفس النومي; وكان بعضهم خبراء في النوم القهري. ولكن حتى ذلك الوقت، لم يوجد ما يُقيّد استخدام مُسمّى «طبيب النوم»، وظهرت الحاجة إلى المعايير.